# Rain on Lens
Rain on Lens es el noveno álbum de Bill Callahan. Fue lanzado el 17 de septiembre de 2001 en Europa por Domino Records y un día después en Norteamérica por Drag City.

## Respuesta de la crítica
Metacritic le asignó al álbum un puntaje promedio de 73 sobre 100 basado en 14 reseñas, indicando «Reseñas Generalmente Favorables».

## Lista de canciones
Todas las canciones fueron escritas por Bill Callahan.
Todas las canciones escritas y compuestas por Bill Callahan. 
| N.º | Título                                      | Duración |  |
| 1.  | «Rain on Lens 1»                            | 1:27     |  |
| 2.  | «Song»                                      | 4:57     |  |
| 3.  | «Natural Decline»                           | 4:18     |  |
| 4.  | «Keep Some Steady Friends Around»           | 4:28     |  |
| 5.  | «Dirty Pants»                               | 4:31     |  |
| 6.  | «Lazy Rain»                                 | 5:27     |  |
| 7.  | «Short Drive»                               | 3:27     |  |
| 8.  | «Live as If Someone Is Always Watching You» | 4:05     |  |
| 9.  | «Rain on Lens 2»                            | 1:31     |  |
| 10. | «Revanchism»                                | 4:08     |  |